# Яковлево (Струго-Красненский район)
Яковлево — деревня в Струго-Красненском районе Псковской области России. Входит в состав сельского поселения «Новосельская волость».

## География
Находится на северо-востоке региона, в южной части района, в лесной местности около оз. Яковлевское.
Уличная сеть не развита.

## История
Первое упоминание — 1498 г. как дер. Яковле Чайковского погоста Шелонской пятины; в 1786 г. пустошь Яковлева Порховского уезда принадлежала генералмайорше Александре Афанасьевне Татищевой, коллежской асессорше Анастасии Ивановне ЛазаревойСтанищевой, майорше Акулине Афанасьевне Зиновьевой и надворному советнику Николаю Никитичу Аничкову (Ефимов, Фёдоров, 2015).
24 февраля 1944 деревня сожжена фашистами.
Согласно Закону Псковской области от 28 февраля 2005 года деревня Яковлево вошла в состав образованного муниципального образования Новосельская волость.

## Население
| 2001 | 2002 | 2010 | 2011 |
| ---- | ---- | ---- | ---- |
| 1    | ↗4   | ↘3   | ↘1   |

В 1498 г. — 3 дв., в 1821 г. — 1 дв. и 11 жит., в 1850 г. — 5 дв. и 40 жит., в 1868 г. — 7 дв. и 61 жит., в 1895 г. — 10 дв. и 75 жит., в 1914 г. — 13 дв. и 86 жит., в 1926 г. — 21 дв. и 110 жит., в 1928 г. — 118 жит., в 1939 г. — 20 дв., в 1948 г. — 23 хоз. и 95 жит., в 1958 г. — 16 хоз. и 44 жит., в 1965 г. — 12 хоз. и 25 жит., в 1975 г. — 10 хоз. и 13 жит., в 2001 г. — 1 жит., в 2010 г. — 3 жит., в 2013 г., в 2014 г. и в 2015 г. — 2 хоз. и 2 жит.; в 2013 г. — 21 дом, в 2014 г. — 21 дом, из них — 19 дачных и
заброшенных домов (Ефимов, Фёдоров, 2015).

## Инфраструктура
Яковлевская начальная школа (1941, 1948, 1956). Кузница (1941).

## Транспорт
Просёлочные дороги, одна из них к волостному центру Новоселье.